# Gerätewart
Der Gerätewart der Feuerwehr ist mit der sachgerechten Wartung, Instandsetzung sowie der Lagerung von Gerätschaften, die bei der Feuerwehr verwendet werden, betraut. Die einzige Ausnahme sind Atemschutzgeräte, für die der Atemschutzgerätewart verantwortlich ist. Die Beauftragung wird durch den Leiter der Feuerwehr beziehungsweise durch den kommunalen Träger der Feuerwehr festgelegt. Auch ist eine klare Festlegung des Tätigkeitsbereiches notwendig.
Die Aufgaben des Gerätewartes sind in der DGUV Vorschrift 49 Unfallverhütungsvorschrift Feuerwehren, DIN 14420 Feuerlöschkreiselpumpe, DIN EN 1028-1 und 1028-2 Feuerlöschkreiselpumpe mit Entlüftungseinrichtung, Betriebs- und Herstelleranweisung, GUV 305-002 (Prüfgrundsätze für Ausrüstung und Geräte der Feuerwehr) und GUV-I 5190 (Wiederkehrende Prüfungen an ortsveränderliche elektrischen Arbeitsmittel) geregelt.
Die Ausbildung zum Gerätewart bei der Feuerwehr in Deutschland dauert mindestens 35 Unterrichtsstunden. Die Feuerwehr-Dienstvorschrift 2 schreibt als Zugangsvoraussetzung die Qualifikationen als Truppführer und Maschinist vor. Die Ausbildung zum Gerätewart erfolgt am Institut der Feuerwehr, sowie an den Landesfeuerwehrschulen.
Weiterführende Qualifikationen zum Umgang, sowie die Berechtigung Prüfungen für bestimmte Gerätschaften durchführen zu dürfen (z.Bsp. Sprungpolster), können oftmals bei den Herstellern der von der Feuerwehr genutzten Geräte erworben werden.
Dieser Lehrgang, oder aber ein verkürzter, fachspezifischer Lehrgang zum Erwerb der notwendigen Fachkunde, ist zusammen mit der Qualifikation als Gruppenführer Zulassungsvoraussetzung zum Lehrgang Ausbilder für Maschinisten.